# Чакавское наречие

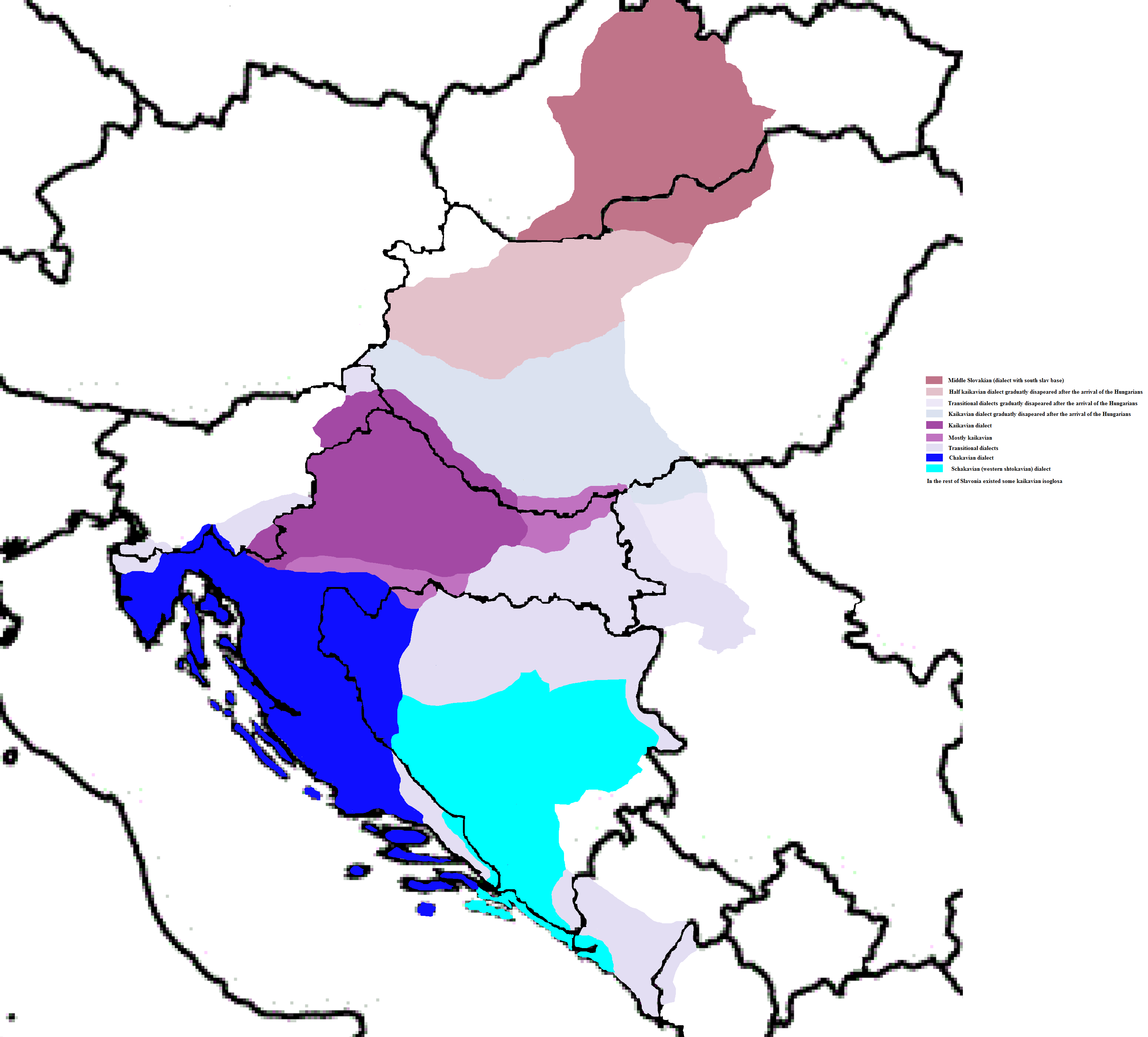
Исторические границы среднесловацкого диалекта
среднесловацкий диалект
кайкавский диалект
чакавский диалект
шчакавский диалект

Ча́кавское наре́чие (самоназвания: čakavsko narječje, čakavica, čakavština) — одно из трёх наречий хорватского языка наряду с кайкавским и штокавским. Название наречия происходит от произношения местоимения «что» («ča» — «ча»), в отличие от кайкавского «кай» («kaj») и штокавского «што» («što», «šta»). Чакавское наречие распространено в Далмации и Истрии, область чакавицы протянулась узкой полосой вдоль Адриатического побережья от южных островов Корчулы и Ластово до полуострова Истрия. Существует ряд чакавских анклавов в континентальной Хорватии, в Лике, Горском Котаре и Жумбераке. Кроме того, на чакавском наречии говорит хорватская диаспора в Бургенланде (Австрия), этот диалект известен как градищанско-хорватский язык. Всего на чакавском наречии говорит около 12 % хорватов.

## Область распространения

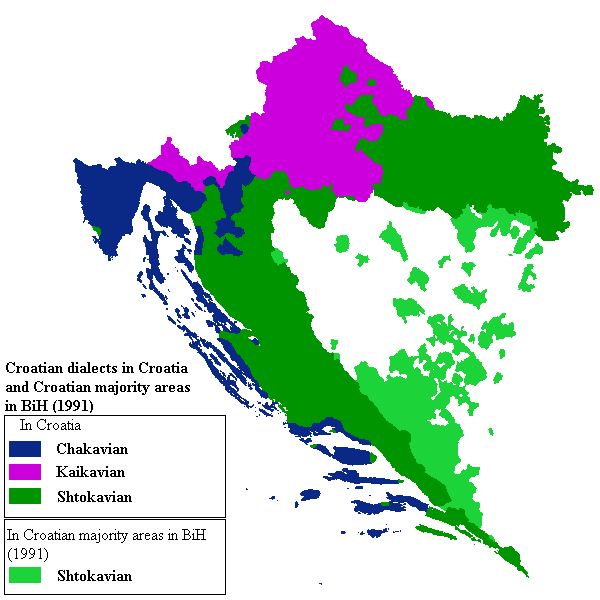
Хорватские диалекты. Чакавское наречие выделено синим цветом

- Все Далматинские острова, за исключением штокавских Млета и Элафитских островов.
- Западная часть полуострова Пельешац.
- Весь полуостров Истрия.
- Отдельные области на далматинском побережье вокруг Риеки, Задара, Биограда и Сплита.
- Отдельные области в Лике, Горском Котаре и Жумбераке.
- Хорватские эмигранты в Бургенланде.

## Диалекты
Чакавское наречие подразделяется на шесть диалектов. Одним из основных критериев их дифференциации является различие в континуантах праславянской гласной ě («ять»): два диалекта — юго-западный истрийский (истарский) и южночакавский — характеризуются икавским произношением («ять» произносится как i), северночакавский диалект рассматривается как экавский («ять» произносится как e), среднечакавский — как икавско-экавский, ластовские говоры — как екавские («ять» произносится как je), в бузетском диалекте «ять» сохраняется — произносится как закрытая гласная e. Икавские диалекты различаются по сочетаниям согласных на месте *stj: в юго-западном истрийском развилось сочетание št (штакавский диалект), в южночакавском — šć (шчакавский диалект).
| Название диалекта       | Произношение «ять» | География                                                                             |
| ----------------------- | ------------------ | ------------------------------------------------------------------------------------- |
| Бузетский               | e закрытое         | Северная Истрия, Бузет                                                                |
| Юго-западный истрийский | икавскоe           | Юго-западная Истрия                                                                   |
| Северночакавский        | экавское           | Северо-восточная Истрия, Риека, Црес                                                  |
| Среднечакавский         | икавско-экавское   | Дуги-Оток, Корнаты, Лошинь, Крк, Раб, Паг, Нови-Винодолски, Огулин, Оточац, Дуга-Реса |
| Южночакавский           | икавское           | Корчула, западный Пельешац, Брач, Хвар, Вис, Шолта, Задар, Сплит                      |
| Юго-восточный чакавский | екавское           | Ластово                                                                               |

## Особенности
Чакавский диалект отличается архаичностью лексики. Поскольку в Средние века почти вся территория чакавицы была под властью Венеции, имеются романские заимствования из венецианского диалекта. В грамматике характерно малое использование или полное отсутствие аориста. Среди фонетических особенностей выделяются:
- Замена ударного «e» на «a» в старославянских фонемах (штокавское jezik (язык), но чакавское jazik).
- «j» [й], замещающее штокавское «đ» (джь), (штокавское među («между», читается «меджю»), но чакавское meju (читается «мею»).
- Замена «m» на «n» в конце слов. Стандартные хорватские «volim» (люблю), «sam» (есмь) читаются в чакавском, как [volin], [san]

## История
В Средние века территория чакавского говора занимала гораздо большую территорию, чем сейчас: от реки Цетины, Динарского нагорья, доходя почти до Уны — на востоке, до кайкавского наречия и словенского языка — на севере. Территория чакавицы сильно сократилась в XVI и XVII веках из-за вторжений турок и бегства местного славянского населения.

## Градищанский диалект
Практически вся обширная хорватская диаспора в различных странах мира использует литературный хорватский язык на основе штокавского диалекта, за исключением австрийских хорватов, для которых стандартизированным языком стала чакавица. Большинство из 60 тысяч хорватов Австрии проживает в федеральной земле Бургенланд, что привело к тому, что их диалект получил название «градищанского» или «градишчанского» (Градишце, Gradišće — калька с немецкого Бургенланд). Значительная часть хорватской диаспоры в Австрии — потомки беженцев с оккупированных турками в XVI и XVII веках земель. Поскольку большинство беженцев были носителями чакавского диалекта, постепенно он закрепился среди австрийских хорватов в качестве языковой нормы. Градишчанский диалект имеет свои нормативные издания, в частности в Айзенштадте изданы немецко-градишчанскохорватско-хорватский и градишчанскохорватско-хорватско-немецкий словари. Градищанско-хорватский язык официально признан в Бургенланде как язык меньшинства.